# Adamov (Boêmia Central)
Adamov é uma comuna checa localizada na região da Boêmia Central, distrito de Kutná Hora.